# Alexander (rivier)
De Alexander is een korte rivier in de regio Goldfields-Esperance in West-Australië.

## Geschiedenis
John Forrest vernoemde de rivier in 1870 vermoedelijk naar zijn broer Alexander Forrest.

## Geografie
De Alexander ontstaat onder Mungliginup Hill. De rivier stroomt vervolgens door een natuurgebied, 10 kilometer in zuidelijke richting, en mondt via de Alexander Bay in de Indische Oceaan uit.
De monding bestaat uit een klein estuarium dat op een kilometer van de kust aanvangt.